# توني بينوك
توني بينوك (بالإنجليزية: Tony Pennock)‏ هو لاعب كرة قدم بريطاني في مركز حراسة المرمى، ولد في 10 أبريل 1971 في سوانزي في المملكة المتحدة. لعب مع روشدين ودايموندز وستوكبورت كونتي وسوانزي سيتي ونادي فارنبوروه ونادي نيث ونادي هيرفورد ونيوبورت كونتي وويغان أتلتيك ويوفل تاون.

## وصلات خارجية
- توني بينوك على موقع قاعدة بيانات كرة القدم.إي يو (الإنجليزية)
- توني بينوك على موقع Soccerbase.com (لاعب) (الإنجليزية)